# Melite de Manzicerta
Melite de Manzicerta (em armênio/arménio: Մելիտե Ա Մանազկերտցի; romaniz.: Melite A Manazkerts’i) foi um católico de todos os armênios de 452 a 456. Provavelmente pertenceu à segunda família eclesiástica armênia (a primeira foi a de Gregório, o Iluminador), descendente de Albiano de Manzicerta. Foi designado católico de todos os armênios pelo xá Isdigerdes II (r. 438–457) contra José I, que o xá se recusou a reconhecer. De tendência siríaca, foi provavelmente visto com bons olhos pela corte sassânida. Moisés I o sucedeu em 456.